# 52-я дальне-бомбардировочная авиационная дивизия
52-я дальне-бомбардировочная авиационная дивизия (52-я дбад) — авиационное соединение Военно-Воздушных сил (ВВС) Вооружённых Сил РККА дальней бомбардировочной авиации, принимавшее участие в боевых действиях Великой Отечественной войны.

## История наименований дивизии
- 52-я авиационная дивизия;
- 52-я дальняя бомбардировочная авиационная дивизия;
- 52-я дальне-бомбардировочная авиационная дивизия;
- 52-я дальнебомбардировочная авиационная дивизия;
- 52-я авиационная дивизия дальнего действия;
- 24-я авиационная дивизия дальнего действия;
- 3-я гвардейская авиационная дивизия дальнего действия;
- 3-я гвардейская авиационная Днепропетровская дивизия дальнего действия;
- 13-я гвардейская бомбардировочная авиационная Днепропетровская дивизия;
- 13-я гвардейская бомбардировочная авиационная Днепропетровско-Будапештская ордена Суворова дивизия;
- 13-я гвардейская тяжёлая бомбардировочная авиационная Днепропетровско-Будапештская ордена Суворова дивизия.

## История и боевой путь дивизии

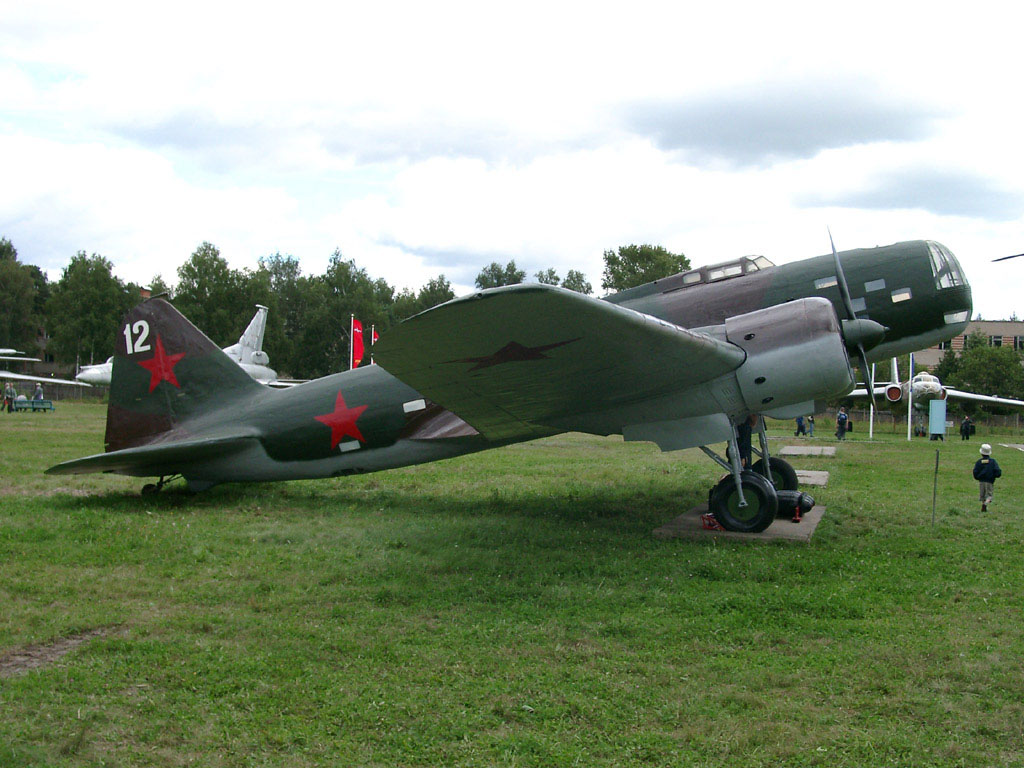
ДБ-3 дивизии

52-я дальне-бомбардировочная авиационная дивизия сформирована в соответствии с Постановлением СНК СССР № 2265-977сс от 05.11.1940 г. «О Военно-воздушных силах Красной Армии». Дивизия именовалась в различных документах по-разному:
- 52-я авиационная дивизия;
- 52-я дальняя бомбардировочная авиационная дивизия;
- 52-я дальне-бомбардировочная авиационная дивизия;
- 52-я авиационная дивизия дальнего действия.

Хотя, согласно указанному Постановлению, с 5 ноября 1940 года «…Дальнебомбардировочные авиационные дивизии именовать: авиационными дивизиями Дальнего Действия (ДД).»
52-я дальняя бомбардировочная авиационная дивизия сформирована в составе трёх полков:
- 100-й дальнебомбардировочный авиационный полк;
- 223-й дальнебомбардировочный авиационный полк;
- 221-й дальнебомбардировочный авиационный полк,

с дислокацией на аэродромах Орёл и Щигры.
После формирования дивизия вошла в состав 3-го авиационного корпуса дальней бомбардировочной авиации. С началом войны дивизия принимала участие в боях на Западном и Юго-Западном фронтах в составе 3-го авиационного корпуса дальней бомбардировочной авиации:
- Приграничные сражения с 22 июня 1941 года по 29 июня 1941 года
- Удары по уничтожению скопления немецко-фашистских войск в районах Сувалки, Прасныш 22 июня 1941 года
- Удары по скоплениям войск противника в районе Сейны, Сопоцкин, Луков, Радин, Венгров в ночь на 22 июня 1941 года
- Удары по немецким танковым и моторизованным колоннам, двигавшимся по Брестскому шоссе и по грунтовым дорогам 24 июня 1941 года.
- Удары по колоннам фашистских танков, двигавшихся на Ошмяны и удар по аэродрому Вильно 25 июня 1941 года.
- Удары по скоплениям моторизованных войск противника в районе Радошкевичн, Молодечно, Ошмяны, Крево, Раков и по мотомехчастям противника, которые продвигаются от Минска на Оршу и Могилёв 26 июня 1941 года.
- дары по скоплениям моторизованных войск противника юго-западнее Бобруйска и по колоннам фашистских танков и автомашин на дорогах Глусск — Бобруйск и Глуша — Бобруйск 30 июня 1941 года.
- Смоленское сражение с 10 июля 1941 года по 7 августа 1941 года
- Удары по вражеским аэродромам в районе Вильно, Глубокое, Крупки, Бобруйск, Кличев 12 июля 1941 года.
- Поддержка контрударов Западного Фронта с 26 июля 1941 года по 28 июля 1941 года.

C августа 1941 года дивизия под руководством Ставки ВГК наносила удары по военно-промышленным центрам Германии в глубоком тылу противника.
20 августа 1941 года на основании Приказа НКО № 0064 от 13 августа 1941 года 18-я авиационная дивизия, 35-я дальне-бомбардировочная авиационная дивизия и 48-я дальне-бомбардировочная авиационная дивизия обращены на укомплектование 52-й дальней бомбардировочной авиационной дивизии.
В соответствии с Постановлением ГКО СССР № ГКО-1392сс от 5 марта 1942 года на базе 52-й авиационной дивизии дальнего действия 5 марта 1942 года сформирована 24-я авиационная дивизия дальнего действия на самолётах ДБ-3ф. Командиром дивизии назначен генерал-майор авиации Дубошин.

### В действующей армии
В составе действующей армии дивизия находилась с 22 июня 1942 года по 6 марта 1942 года.

### Командир дивизии
| Звание                | Имя                        | Период                                     | Примечание |
| --------------------- | -------------------------- | ------------------------------------------ | ---------- |
| Генерал-майор авиации | Тупиков Георгий Николаевич | 11 ноября 1940 года — 13 августа 1941 года |            |
| Генерал-майор авиации | Дубошин Алексей Михайлович | 13 августа 1941 года — 5 марта 1942 года   |            |

### В составе объединений
| Дата          | Армия                            | Корпус                                                  |
| ------------- | -------------------------------- | ------------------------------------------------------- |
| 05.11.1940 г. | Авиация Резерва Ставки ВГК       | 3-й авиационный корпус дальней бомбардировочной авиации |
| 22.06.1941 г. | Дальняя бомбардировочная авиация | 3-й авиационный корпус дальней бомбардировочной авиации |
| 18.08.1941 г. | Дальняя бомбардировочная авиация |                                                         |
| 26.03.1943 г. | Авиация дальнего действия        |                                                         |

## Части и отдельные подразделения дивизии
За весь период своего существования боевой состав дивизии оставался постоянным:
| Период                     | Наименование                                          | Вооружение                                                                    |
| -------------------------- | ----------------------------------------------------- | ----------------------------------------------------------------------------- |
| 05.11.1940 — 16.08.1941 г. | 1-й тяжёлый бомбардировочный авиационный полк         | ДБ-3Ф, передан в 23-ю тбад                                                    |
| 06.11.1940 — 03.07.1941 г. | 3-й тяжёлый бомбардировочный авиационный полк         | ТБ-3, передан в подчинение командующему ВВС Западного особого военного округа |
| 05.11.1940 — 21.08.1941 г. | 93-й дальнебомбардировочный авиационный полк          | ДБ-3Ф, переименован в 98-й дальнебомбардировочный авиационный полк            |
| 01.02.1941 — 03.12.1941 г. | 212-й дальнебомбардировочный авиационный полк         | ДБ-3Ф, расформирован                                                          |
| 21.08.1941 — 05.03.1942 г. | 98-й дальнебомбардировочный авиационный полк          | Ил-4, переименован в 752-й авиационный полк дальнего действия                 |
| 21.08.1941 — 05.03.1942 г. | 51-й дальний бомбардировочный авиационный полк        | Ил-4, переименован в 749-й авиационный полк дальнего действия                 |
| 21.08.1941 — 10.09.1941 г. | 55-й «А» скоростной бомбардировочный авиационный полк | передан в 14-ю сад                                                            |
| 10.09.1941 — 06.12.1941 г. | 234-й истребительный авиационный полк                 | И-16, передан в 36-ю иад ПВО                                                  |

## Отличившиеся воины дивизии
- Кувшинов Александр Кузьмич, капитан, командир звена 51-го дальнего бомбардировочного авиационного полка 52-й дальней бомбардировочной авиационной дивизии Указом Президиума Верховного Совета СССР от 20 июня 1942 года удостоен звания Герой Советского Союза. Золотая Звезда не вручена в связи с гибелью.
- Петелин Юрий Николаевич, старший лейтенант, командир звена 98-го дальнебомбардировочного авиационного полка (2-го формирования) 52-й дальней бомбардировочной авиационной дивизии Указом Президиума Верховного Совета СССР от 20 июня 1942 года удостоен звания Герой Советского Союза. Золотая Звезда № 851.